# کوترماهی‌نمای خال‌خالی
کوترماهی‌نمای خال‌خالی (نام علمی: Arctozenus risso) نام یک گونه از تیره کوترماهی‌نما است.